# Invasão da Islândia
A Invasão Britânica da Islândia (codinome Operação Fork) pela Marinha Real e pelos Royal Marines do Reino Unido ocorreu em 10 de maio de 1940, durante a Segunda Guerra Mundial. A invasão ocorreu porque o governo britânico temia que a Islândia fosse usada militarmente pela Alemanha Nazista, que havia invadido a Dinamarca um mês antes. Embora a Islândia fosse governada de forma independente, estava numa união pessoal com a Dinamarca, que era em grande parte responsável pelas suas relações externas. O Governo da Islândia emitiu um protesto, acusando a sua neutralidade de ter sido "flagrantemente violada" e "a sua independência violada". 
No início da Segunda Guerra Mundial, o Reino Unido impôs controlos rigorosos às exportações de produtos islandeses, impedindo embarques lucrativos para a Alemanha, como parte do seu bloqueio naval. O Reino Unido ofereceu assistência à Islândia, procurando cooperação "como beligerante e aliado", mas o governo islandês recusou e reafirmou a sua neutralidade. A presença diplomática alemã na Islândia, juntamente com a importância estratégica da ilha, alarmaram o governo do Reino Unido. 
Depois de não conseguir persuadir o governo islandês a juntar-se aos Aliados, o Reino Unido invadiu, na manhã de 10 de maio de 1940. A força inicial de 746 Royal Marines comandada pelo coronel Robert Sturges desembarcou na capital Reykjavík. Não encontrando resistência, as tropas agiram rapidamente para desativar as redes de comunicação, proteger locais estratégicos e prender cidadãos alemães. Requisitando transporte local, as tropas deslocaram-se para as proximidades de Hvalfjörður, Kaldaðarnes, Sandskeið e Akranes para garantir potenciais áreas de desembarque contra a possibilidade de um contra-ataque alemão.

## Prelúdio
Durante 1918, após um longo período de domínio dinamarquês, a Islândia tornou-se um estado independente em união pessoal com o rei dinamarquês e com relações exteriores comuns.  O recém iniciado Reino da Islândia declarou-se um país neutro, sem força de defesa.  O tratado de união permitiu o início de uma revisão em 1941 e a rescisão unilateral três anos depois, caso nenhum acordo fosse feito.  Em 1928, todos os partidos políticos islandeses concordaram que o tratado de união seria rescindido o mais rapidamente possível. 
Em 9 de abril de 1940, as forças alemãs iniciaram a Operação Weserübung, invadindo a Noruega e a Dinamarca. A Dinamarca foi subjugada em um dia e ocupada. No mesmo dia, o governo britânico enviou uma mensagem ao governo islandês, afirmando que o Reino Unido estava disposto a ajudar a Islândia a manter a sua independência, mas necessitaria de instalações na Islândia para o fazer. A Islândia foi convidada a juntar-se ao Reino Unido na guerra "como beligerante e aliada". O governo islandês rejeitou a oferta.  No dia seguinte, 10 de abril, o parlamento islandês, o Alþingi (ou Althing), declarou o rei dinamarquês Cristiano X incapaz de cumprir os seus deveres constitucionais e atribuiu-os ao governo da Islândia, juntamente com todas as outras responsabilidades anteriormente desempenhadas pela Dinamarca em nome da Islândia. 
Com a Operação Valentine, em 12 de abril de 1940, os britânicos ocuparam as Ilhas Faroé. Após a invasão alemã da Dinamarca e da Noruega, o governo britânico ficou cada vez mais preocupado com a possibilidade de a Alemanha tentar em breve estabelecer uma presença militar na Islândia. Eles sentiram que isto constituiria uma ameaça intolerável ao controlo britânico do Atlântico Norte. Tão estrategicamente importante quanto, os britânicos estavam ansiosos por obter bases na Islândia para fortalecerem a sua Patrulha do Norte. 

## Planejamento
À medida que a situação militar na Noruega se deteriorava, o Almirantado chegou à conclusão de que o Reino Unido já não poderia viver sem bases na Islândia. Em 6 de maio, Winston Churchill apresentou o caso ao Gabinete de Guerra. Churchill sustentou que, se fossem tentadas novas negociações com o governo islandês, os alemães poderiam tomar conhecimento delas e agir primeiro. Uma solução mais segura e eficaz seria desembarcar tropas sem aviso prévio e apresentar ao governo islandês um facto consumado. O Gabinete de Guerra aprovou o plano. 
A expedição foi organizada às pressas e ao acaso.  Grande parte do planejamento operacional foi conduzido durante o trajeto. A força recebeu poucos mapas, a maioria de má qualidade, sendo um deles desenhado de memória. Ninguém na expedição era totalmente fluente na língua islandesa. 
Os britânicos planejaram desembarcar todas as suas forças em Reykjavík. Lá, eles superariam qualquer resistência e derrotariam os alemães locais. Para se proteger contra um contra-ataque alemão por mar, eles protegeriam o porto e enviariam tropas por terra para a vizinha Hvalfjörður. Os britânicos também estavam preocupados com a possibilidade de os alemães transportarem tropas por via aérea, como fizeram com grande sucesso na campanha norueguesa. Para se proteger contra isso, as tropas seguiriam para o leste, para os campos de desembarque em Sandskeið e Kaldaðarnes. Por último, as tropas seriam enviadas por terra para o porto de Akureyri e para o local de desembarque em Melgerði, no norte do país. 
A Divisão de Inteligência Naval do Reino Unido (NID) esperava resistência de três fontes possíveis. Os alemães locais, que se pensava terem algumas armas, poderiam resistir ou até tentar algum tipo de golpe. Além disso, uma força de invasão alemã poderia já estar preparada ou iniciada imediatamente após os desembarques britânicos. O NID também esperava resistência da polícia de Reykjavík, composta por cerca de 60 homens armados. Se por acaso um navio patrulha dinamarquês estivesse presente em Reykjavík, os marinheiros dinamarqueses poderiam ajudar os defensores.   Esta preocupação era desnecessária, pois os únicos navios de guerra dinamarqueses no estrangeiro estavam na Gronelândia. 

## Operação Fork

### Força Sturges

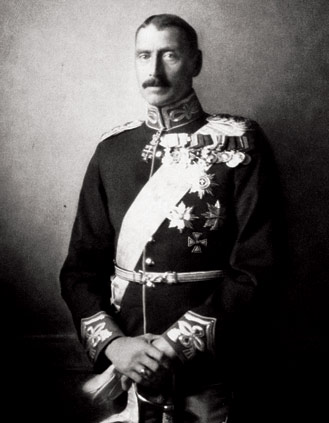
O rei Cristiano X foi considerado pela Time "menos impopular na Islândia do que qualquer outro soberano dinamarquês já foi".

Em 3 de maio de 1940, o 2º Batalhão da Marinha Real em Bisley, Surrey, recebeu ordens de Londres para estar pronto para se mover com duas horas de antecedência para um destino desconhecido. O batalhão havia sido ativado apenas um mês antes. Embora houvesse um núcleo de oficiais do serviço ativo, as tropas eram novos recrutas e apenas parcialmente treinadas.  Havia escassez de armas, que consistiam apenas em rifles, pistolas e baionetas, enquanto 50 fuzileiros navais haviam acabado de receber seus rifles e não tiveram chance de dispará-los. Em 4 de maio, o batalhão recebeu alguns equipamentos adicionais modestos na forma de metralhadoras leves Bren, rifles antitanque e morteiros de 2 polegadas (51mm). Sem tempo de sobra, o zeramento das armas e os disparos iniciais de familiarização teriam que ser realizados no mar.  
As armas de apoio fornecidas à força consistiam em dois obuseiros de montanha de 3,7 polegadas, quatro canhões antiaéreos QF de 2 libras e dois canhões de defesa costeira QF de 4 polegadas.    Os canhões eram tripulados por tropas das divisões de artilharia da Marinha e dos Fuzileiros Navais, nenhum dos quais jamais os havia disparado.   Eles não tinham holofotes, equipamentos de comunicação e diretores de armas. 
O coronel Robert Sturges foi designado para comandar a força. Aos 49 anos, era um veterano altamente conceituado da Primeira Guerra Mundial, tendo lutado na batalha de Galípoli e na batalha da Jutlândia.  Ele estava acompanhado por um pequeno destacamento de inteligência comandado pelo major Humphrey Quill e por uma missão diplomática administrada por Charles Howard Smith.  Excluindo estes, a força de invasão consistia em 746 soldados. 

### Viagem à Islândia

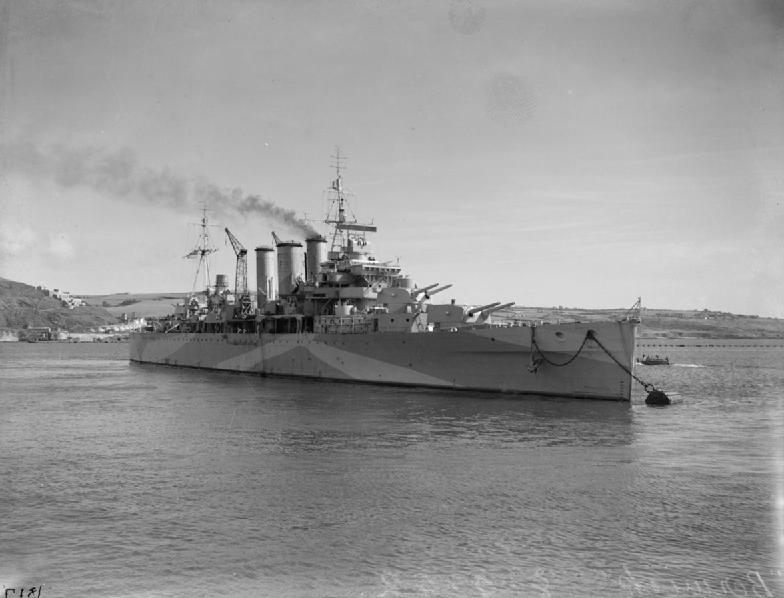
foi o navio de comando da operação.

Em 6 de maio, a Força Sturges embarcou em trens para Greenock, no Estuário de Clyde. Para evitar chamar a atenção, a força foi dividida em dois trens diferentes para a viagem,  mas devido a atrasos nas viagens ferroviárias, as tropas chegaram à estação ferroviária de Greenock quase ao mesmo tempo, perdendo o pequeno grau de anonimato desejado.  Além disso, a segurança foi comprometida por um despacho não codificado e, quando as tropas chegaram a Greenock, muitas pessoas sabiam que o destino era a Islândia. 
Na manhã de 7 de maio, a força dirigiu-se ao porto de Greenock, onde encontrou os cruzadores Berwick e Glasgow, que os levariam até à Islândia. O embarque começou, mas foi repleto de problemas e atrasos. A partida foi adiada para 8 de maio e, mesmo assim, uma grande quantidade de equipamentos e suprimentos teve que ser deixada nos cais.  

Às 04h00 do dia 8 de maio, os cruzadores partiram para a Islândia. Eles foram acompanhados por uma escolta anti-submarina composta pelos destróieres Fearless e Fortune. Os cruzadores não foram projetados para transportar uma força do tamanho que lhes foi atribuído e as condições eram restritas.  Muitos dos fuzileiros navais desenvolveram graves enjôos. A viagem foi utilizada conforme planejado para calibração e familiarização com as armas recém adquiridas.  Um dos fuzileiros navais recém recrutados morreu por suicídio no caminho.   A viagem transcorreu sem intercorrências. 
Em Maio de 1940 transportámos a Marinha Real para a Islândia e a ilha foi ocupada no dia 10 de Maio para evitar a ocupação por uma força alemã. Vários civis e técnicos alemães foram feitos prisioneiros e transportados de volta para o Reino Unido. Mares muito agitados foram encontrados na passagem para a Islândia e a maioria dos fuzileiros navais lotou os passadiços e conveses de todo o navio, prostrados de enjôo. Um infeliz fuzileiro naval cometeu suicídio.

 – Stan Foreman, petty officer of HMS Berwick

### Surpresa perdida

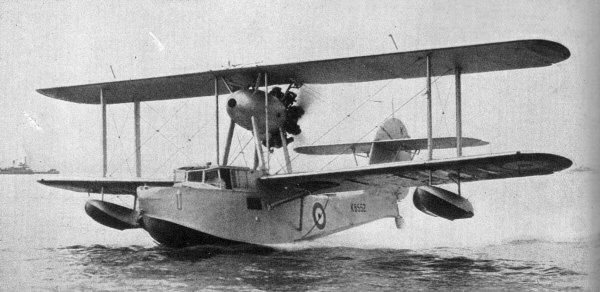
Aeronave Supermarine Walrus – embora tenha se mostrado inadequada para operações na Islândia, tinha a vantagem de poder pousar em quase qualquer lugar.

Às 01h47, horário da Islândia, do dia 10 de maio, o HMS Berwick usou sua catapulta de aeronave para lançar uma aeronave de reconhecimento Supermarine Walrus.  O principal objetivo do voo era explorar as proximidades de Reykjavík em busca de submarinos inimigos, que a Divisão de Inteligência Naval se convenceu de que operavam a partir de portos islandeses. 
Walrus recebeu ordens de não sobrevoar Reykjavík, mas – acidentalmente ou como resultado de uma falha de comunicação – voou vários círculos sobre a cidade, fazendo um barulho considerável.   Nesta altura, a Islândia possuía apenas aviões de passageiros, que não voavam à noite, pelo que este acontecimento inusitado despertou e alertou várias pessoas.  O primeiro-ministro da Islândia, Hermann Jónasson, foi alertado sobre a aeronave,  assim como a polícia islandesa. O chefe de polícia em exercício, Einar Arnalds, presumiu que provavelmente se originou de um navio de guerra britânico que trazia o esperado novo embaixador.  Isso estava correto, embora não fosse toda a história.
Werner Gerlach, o cônsul alemão também foi alertado sobre a aeronave. Suspeitando do que estava para acontecer, ele dirigiu até o porto com um associado alemão. Com o uso de binóculos, ele confirmou seus medos e depois voltou correndo. Em casa, ele providenciou a queima de seus documentos e tentou, sem sucesso, entrar em contato com o ministro das Relações Exteriores da Islândia por telefone.

### Descida ao porto
Às 03h40, um policial islandês viu uma pequena frota de navios de guerra aproximando-se do porto, mas não conseguiu discernir a sua nacionalidade. Ele notificou seu superior, que notificou Einar Arnalds, o chefe de polícia em exercício.  As leis de neutralidade com as quais a Islândia se comprometeu proibiam que mais de três navios de guerra de uma nação beligerante utilizassem um porto neutro ao mesmo tempo. Quaisquer aviões desses navios foram proibidos de voar sobre águas territoriais neutras.  Vendo que a frota que se aproximava estava prestes a violar a neutralidade islandesa de duas maneiras, Arnalds começou a investigar.  No porto, ele viu os navios com seus próprios olhos e concluiu que provavelmente eram britânicos. Contactou o Ministério dos Negócios Estrangeiros, que confirmou que deveria ir até à frota e anunciar ao seu comandante que estava a violar a neutralidade islandesa.  Os funcionários da alfândega receberam ordens de preparar um barco. 
Enquanto isso, os fuzileiros navais de Berwick recebiam ordens de embarcar no Fearless, que os levaria ao porto. O enjôo e a inexperiência das tropas causavam atrasos e os oficiais ficavam frustrados.   Pouco antes das 05h00, Fearless, carregado com cerca de 400 fuzileiros navais, começou a se mover em direção ao porto.  Uma pequena multidão reuniu-se, incluindo vários polícias que ainda aguardavam o barco da alfândega. O cônsul britânico havia recebido aviso prévio da invasão e esperava com seus associados para ajudar as tropas quando chegassem. Desconfortável com a multidão, o cônsul Shepherd recorreu à polícia islandesa. "Você se importaria... de fazer a multidão se afastar um pouco, para que os soldados possam descer do contratorpedeiro?" ele perguntou. "Certamente", foi a resposta. 
O Fearless começou a desembarcar imediatamente assim que atracou.  Arnalds pediu para falar com o capitão do contratorpedeiro, mas foi recusado.  Apressou-se então em apresentar um relatório ao primeiro-ministro, que lhe ordenou que não interferisse com as tropas britânicas e tentasse evitar conflitos entre elas e os islandeses.  No porto, alguns moradores protestaram contra a chegada dos britânicos. Um islandês pegou um rifle de um fuzileiro naval e enfiou nele um cigarro. Ele então jogou-o de volta para o fuzileiro naval e disse-lhe para ter cuidado com ele. Um oficial chegou para repreender o fuzileiro naval. 

### Operações em Reykjavík
As forças britânicas iniciaram as suas operações em Reykjavík colocando um guarda nos correios e afixando um panfleto na porta.  O panfleto explicava em islandês quebrado que as forças britânicas estavam ocupando a cidade e pedia cooperação no trato com os alemães locais.  Os escritórios do Landssími Íslands (serviço estatal de telecomunicações), do RÚV (serviço de radiodifusão) e do Gabinete Meteorológico foram rapidamente ocupados pelos britânicos para evitar que notícias da invasão chegassem a Berlim. 
Entretanto, foi atribuída alta prioridade à captura do consulado alemão. Chegando ao consulado, as tropas britânicas ficaram aliviadas por não encontrarem nenhum sinal de resistência e simplesmente bateram na porta. O cônsul Gerlach abriu, protestou contra a invasão e lembrou aos britânicos que a Islândia era um país neutro. Foi-lhe lembrado, por sua vez, que a Dinamarca também era um país neutro.  Os britânicos descobriram um incêndio no andar de cima do prédio e encontraram uma pilha de documentos queimando na banheira do cônsul. Eles extinguiram o incêndio e recuperaram um número substancial de registros. 
Os britânicos também esperavam resistência da tripulação do Bahia Blanca, um cargueiro alemão que colidiu com um iceberg no Estreito da Dinamarca e cuja tripulação de 62 homens foi resgatada por uma traineira islandesa. A Divisão de Inteligência Naval acreditava que os alemães eram, na verdade, tripulações de reserva dos submarinos alemães que pensavam estar operando na Islândia.  Os alemães desarmados foram capturados sem incidentes. 
Uma hora após o pouso, a Força Sturges estabeleceu uma guarda avançada em uma frente de 14 km ao redor de Reykjavik. Ao requisitar o transporte local, os fuzileiros navais conseguiram deslocar-se ao longo de 75 km até às 18h00, investindo numa base de hidroaviões (Hvalfjörður) e duas pistas de aterragem potenciais (Kaldaðarnes e Sandskeið). No que diz respeito ao campo de pouso de Kaldaðarnes, este desdobramento consistiu em um pelotão de fuzileiros navais reais do 2º Batalhão armados com a maioria dos canhões Bren do batalhão com ordens de abrir fogo contra quaisquer tropas alemãs que desembarcassem da aeronave. Eles foram informados de que esperavam pousos de até 2.000 paraquedistas alemães; felizmente, não houve nenhum. A essa altura, os quatro navios da Marinha Real já haviam partido. 

## Resultado

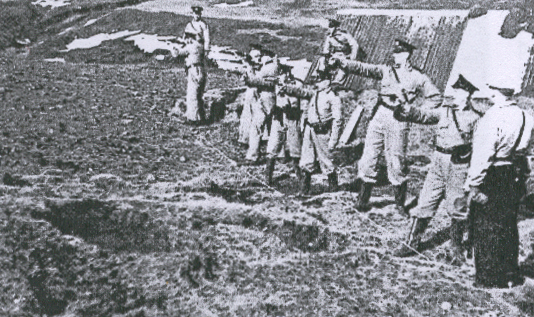
Policiais islandeses recebendo instrução sobre armas de fogo em 1940

Na noite de 10 de maio, o governo da Islândia emitiu um protesto, acusando a sua neutralidade de ter sido "flagrantemente violada" e "a sua independência infringida", observando que seria esperada uma compensação por todos os danos causados. Os britânicos prometeram compensações, acordos comerciais favoráveis, não interferência nos assuntos islandeses e a retirada de todas as forças no final da guerra. Nos dias seguintes, equipamentos de defesa aérea foram implantados em Reykjavík e um destacamento de tropas enviado para Akureyri. Contudo, a força invasora inicial estava mal equipada, apenas parcialmente treinada e insuficiente para a tarefa de ocupação e defesa da ilha. 
Nas duas semanas seguintes, a Força Sturges notou um esfriamento nas relações com a população local à medida que cresciam as preocupações de que a presença britânica atrairia bombardeios navais ou aéreos alemães. Houve também apreensão quanto ao potencial de relacionamento entre os fuzileiros navais e as meninas locais. No entanto, nenhum incidente foi registrado. 
Em 17 de maio, tropas da 147ª Brigada de Infantaria da 49ª Divisão de Infantaria Britânica começaram a chegar nos navios de tropas Franconia e Lancastria, para socorrer os fuzileiros navais, e em 21 de maio todos, exceto os elementos de artilharia costeira da Força Sturges, haviam sido retirados.  No dia 26 de maio a 147ª Brigada foi reforçada pela 146ª Brigada de Infantaria, acompanhada pelo QG da 49ª Divisão.  Em 16 de junho de 1940, a 4ª Brigada de Infantaria da 2ª Divisão de Infantaria Canadense elevou a força de ocupação à força de uma divisão completa. As forças de ocupação da Commonwealth totalizaram 25.000 soldados de infantaria com elementos da Força Aérea Real, da Marinha Real e da Marinha Real Canadense.  Um ano após a invasão, forças dos Estados Unidos, ainda oficialmente neutros, foram estacionadas na ilha por acordo com o governo islandês, aliviando a maior parte das forças terrestres britânicas. As forças dos EUA cresceram consideravelmente depois de os EUA terem entrado na guerra em 7 de Dezembro de 1941, chegando a atingir 30.000 efetivos do exército, da marinha e da força aérea em qualquer altura. A RAF e a RCAF continuaram a operar a partir de duas estações da Força Aérea Real até o fim da guerra.
O Reino Unido invadiu para impedir uma ocupação alemã, para fornecer uma base para patrulhas navais e aéreas e para proteger as rotas marítimas mercantes da América do Norte para a Europa. Nisto a invasão foi bem sucedida. No entanto, a presença de tropas britânicas, canadianas e norte-americanas teve um impacto duradouro no país. O número de tropas estrangeiras em alguns anos equivalia a 25% da população ou quase 50% da população masculina nativa. Os islandeses estiveram e continuam divididos sobre a guerra e a ocupação – o que às vezes é referido como "blessað stríðið" ou "a Guerra Abençoada". Alguns apontam para a subsequente recuperação económica, outros para a perda de soberania e convulsão social.
A ocupação exigiu a construção de uma rede de estradas, hospitais, portos, aeródromos e pontes em todo o país, o que teve um enorme impacto económico positivo. No entanto, os islandeses censuraram severamente as relações sexuais entre as tropas e as mulheres locais, que causavam considerável controvérsia e turbulência política. As mulheres eram frequentemente acusadas de prostituição e de serem traidoras. Destas ligações nasceram 255 crianças, os em islandês:  ástandsbörn. 
Em 1941, o Ministro do Judiciário islandês investigou "A Situação" e a polícia rastreou mais de 500 mulheres que faziam sexo com os soldados. Muitos ficaram chateados porque as tropas estrangeiras estavam "levando" mulheres, amigos e familiares. Durante 1942, foram abertas duas instalações para abrigar essas mulheres que mantinham relações com os soldados. Ambos foram encerrados no espaço de um ano, depois de as investigações determinarem que a maioria das ligações eram consensuais. Cerca de 332 mulheres islandesas casaram-se com soldados estrangeiros.
Durante a ocupação, em 17 de junho de 1944, a Islândia declarou-se uma república. O Acordo de Keflavík assinado em 1946 entre os EUA e a República da Islândia estipulava que o exército americano deixaria o país dentro de seis meses e a Islândia tomaria posse do Aeroporto de Keflavík. Isto não aconteceu durante décadas, e uma presença militar substancial dos EUA permaneceu na Islândia até 30 de Setembro de 2006.  No final das hostilidades, a maioria das instalações britânicas foram entregues ao governo islandês.

Embora a ação britânica fosse para prevenir qualquer risco de uma invasão alemã, não há provas de que os alemães tivessem planeado uma invasão. Houve, no entanto, interesse alemão em tomar a Islândia. Numa entrevista pós-guerra, Walter Warlimont afirmou que:
"Hitler estava definitivamente interessado em ocupar a Islândia antes da ocupação [britânica]. Em primeiro lugar, ele queria impedir que “qualquer outra pessoa” chegasse lá; e, em segundo lugar, queria também utilizar a Islândia como base aérea para a proteção dos nossos submarinos que operam naquela área".
Após a invasão britânica, os alemães redigiram um relatório para examinar a viabilidade da tomada da Islândia, proposta como Operação Ikarus. O relatório concluiu que, embora uma invasão pudesse ser bem-sucedida, a manutenção das linhas de abastecimento seria demasiado dispendiosa e os benefícios de manter a Islândia não compensariam os custos (havia, por exemplo, infraestruturas insuficientes para aeronaves na Islândia). 